# Tunel Pernem
Tunel Pernem (anglicky Pernem Tunnel) je železniční tunel na Konkanské železnici v Indii ve státě Goa. Název má podle nedalekého města. Jedná se o jednokolejný tunel o délce 1561 m, který se nachází na 383.–385. kilometru trati. Je veden severo-jižním směrem od řeky Terekhol k obci Pernem pod zhruba 120 m vysokým hřebenem.
Traťová rychlost v tunelu je omezena na 50 km/h.

## Historie
Tunel byl budován od první poloviny roku 1992, nejprve ze severní a potom i z jižní strany. Byl jednou z technicky nejnáročnějších staveb na trati. Ač nebyl problematický kvůli své délce, obtížné pro jeho výstavbu se ukázaly být především geologické poměry. Na konkanské železnici se nachází 91 tunelů, z toho 9 bylo vybudováno v měkkém podloží a jedním z nich byl právě tunel Pernem. Hlavní překážkou pro stavbu se ukázalo být odvodňování staveniště. Během monzunových dešťů bylo totiž zaplavováno a voda pronikala do vrstev, které dříve nasáklé nebyly. Podloží tvořila měkká břidlice, tvrdý laterit a spousta měkké hlíny, kterými neustále prosakovala voda. Ražba tunelu probíhala po částech, nejprve byla vykopána horní část, odkud byla odváděna voda a poté byl doražen zbytek.
Při monzunové sezóně 1992 a 1993 se zhroutily oba portály tunelu a musely být přebudovány. Pro dokončení tunelu byla zakoupena technika v Německu a letecky přepravena do Indie. Velmi náročným se také ukázala být výstavba všech podpůrných konstrukcí, které se často hroutily. 
Ještě v prosinci 1996 zbývalo prorazit 370 m horniny. Tunel se podařilo dokončit v srpnu 1997, původní termín pro dokončení stavby byl 30. červen 1997. Na staveništi nicméně došlo při dokončení k závalu, úsek musel být přebudován a tunel byl dán do užívání až 10. ledna 1998. Zprovoznění celé dráhy z Mangalore až k Bombaji se tak muselo o několik měsíců odsunout. 
Výstavba tunelu si vyžádala okolo deseti lidských životů.
V roce 2020 postihlo tunel opět protržení jedné stěny v délce pěti metrů. Musel být proto dočasně uzavřen. Provoz byl obnoven v září 2020.